# Sai Jinhua

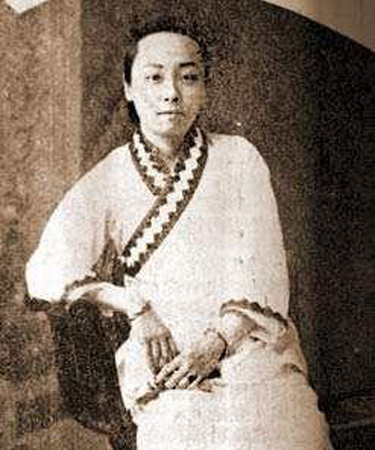
Sai Jinhua

Sai Jinhua (chinesische Sprache 賽金花) (* 9. Oktober 1872 in Suzhou; † 4. Dezember 1936) war eine chinesische Kurtisane.

## Leben
Die Frau, die sich später Sai Jinhua (dt.: „Sai Goldblume“) nannte, wurde als Zhao Caiyun (趙彩雲; Zhao „Buntwolke“) geboren. Später gab sie in unterschiedlichen Dokumenten unterschiedliche Geburtsjahre an (1871, 1874). Frühzeitig brachte der Vater sie in ein Bordell zur Arbeit, dort nannte sie sich Frau Fu (傅).
Ab 1885 verwandte sie den Künstlernamen Fu Caiyun. Im 1887 wurde sie Konkubine des Gelehrten und Beamten Hong Jun, der ihr den Namen Mengluan (夢鸞, „Traumphoenix“) gab. Sie durfte ihn schließlich auf seine Mission nach Europa, u. a. auch nach Berlin begleiten. Jun kehrte 1893 nach China zurück, wo sich Caiyun von ihm trennte und in Shanghai unter ihrem neuen Namen Cao Menglan (曹夢蘭, „Traumorchidee“) ein eigenes Bordell eröffnete.

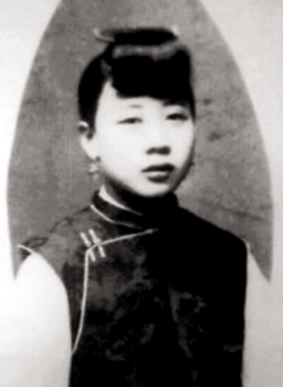
Sai Jinhua

Im Jahr 1898 zog sie unter wiederum einem neuen Namen Sai Jinhua nach Tientsin.
Während des Boxeraufstandes nahm Sai Jinhua eine Wohnung in Peking. Nach der Niederschlagung des Aufstandes durch ausländische Truppen, der sogenannten Befriedungsmission, wird ihr ein mäßigender Einfluss auf Alfred von Waldersee nachgesagt, was jedoch von der Geschichtswissenschaft später als Mythos qualifiziert wurde. Mit diesem Mythos betrieb sie ab 1903 den Beruf der Puffmutter. Waldersee selbst hatte gar nichts mit den Verhandlungen zu tun, sondern erledigte in Peking rein militärische Aufgaben.
Nach dem Selbstmord einer abhängig Beschäftigten im Jahr 1905 wurde gegen Sai Jinhua ein Todesurteil verhängt, welches unter finanziellen Aufwendungen in eine Verbannung aus Peking revidiert wurde.

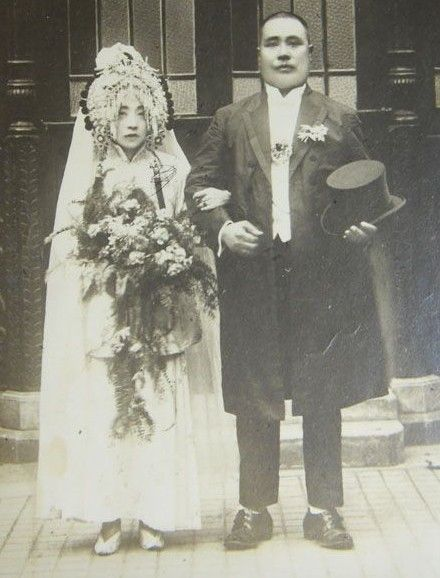
Hochzeit 1918

Am 20. Juni 1918 heiratete Sai Jinhua den republikanischen Politiker Wei Sijiong und trat ab nun unter dem Doppelnamen Wei-Zhao und dem Rufnamen Lingfei (靈飛, „Geisterflug“) auf.